# خالد عزيز (لاعب كرة قدم تونسي)
خالد عزيز مواليد 30 أكتوبر 1976 وهو لاعب كرة قدم دولي تونسي سابق لعب في خطة حارس مرمى كما فاز بلقب كأس الأمم الأفريقية 2004 مع منتخب تونس لكرة القدم.

## النوادي
- 1999–2006: النادي الإفريقي ( تونس)
- 2006–2007: المستقبل الرياضي بالمرسى ( تونس)
- 2007–2008: الملعب القابسي ( تونس)

## الألقاب

### المنتخب التونسي
- كأس الأمم الأفريقية 2004

### النادي الإفريقي
- كأس تونس 1999–2000